# 127870 Віґо
127870 Віґо (127870 Vigo) — астероїд головного поясу, відкритий 24 березня 2003 року.
Тіссеранів параметр щодо Юпітера — 3,178.
Названо на честь Віґо (ісп. Vigo) — міста і муніципалітету в Іспанії, у складі автономної спільноти Галісія.